# 보증인
금융에서 보증인에는 차용인이 채무를 불이행하는 경우 차용인의 채무 의무에 대한 책임을 맡겠다는 일방의 약속이 포함된다. 일반적으로 보증인은 제2자(본인)가 계약 조건 이행 등 일부 의무를 이행하지 못하는 경우 제1자(채권자)에게 일정 금액을 지급하기로 약속한다. 보증 채권은 본인이 의무를 이행하지 않아 발생하는 손실로부터 채권자를 보호한다. 약속을 제공하는 사람이나 회사를 "보증인" 또는 "보증"이라고도 한다.

## 같이 보기
- 보증채무
- 보험